# Eurovision Song Contest 2026
Eurovision Song Contest 2026, česky také Velká cena Eurovize 2026 (či jen Eurovize 2026), bude 70. ročník soutěže Eurovision Song Contest, který se bude konat ve Vídni v Rakousku, a to díky vítězství zpěváka JJ na předchozím ročníku. Soutěž, organizovaná Evropskou vysílací unií (EVU) a rakouskou veřejnoprávní Österreichischer Rundfunk (ORF), se bude konat ve Wiener Stadthalle. Semifinálová kola se uskuteční 12. a 14. května, finále pak 16. května 2026.

## Místo konání
Dle tradice bylo uspořádání soutěže nabídnuto té zemi, která v předchozím roce zvítězila, tedy Rakousku. Soutěž se v Rakousku bude konat potřetí, v letech 1967 a 2015 se odehrávala ve Vídni.

### Výběr hostitelského města
Krátce po vítězství Rakouska v roce 2025 projevilo několik měst zájem uspořádat příští ročník soutěže. 18. května 2025 starosta Vídně Michael Ludwig potvrdil, že město zašle přihlášku. Tentýž den projevili zájem také zástupci měst Štýrský Hradec, Oberwart, Innsbruck a Wels. 19. května 2025 města Linec a Wels oznámila, že připraví společnou nabídku. 26. května 2025 bylo oznámeno, že o přihlášení uvažuje také Ebreichsdorf.
Klagenfurt naopak uvedl, že přihlášku nezašle, a to proto, že místní stadion by musel být nejprve nákladně zastřešen. Salcburk se rovněž rozhodl procesu neúčastnit, starosta rozhodnutí odůvodnil finančními omezeními a nedostupnou městskou halou. Zástupci spolkové země Salcbursko nicméně uvedli, že by bylo možné nalézt jiné vhodné místo v regionu.
Stanice ORF zahájila výběrové řízení 2. června 2025, kdy vydala seznam požadavků, které musejí zájemci splnit. Kandidáti měli čas do 4. července, aby zaslali kompletní přihlášku. ORF také stanovila, že finále ročníku proběhne 16. nebo 23. května 2026. Ebreichsdorf se 15. června rozhodl nabídku nezaslat, stejně se 21. června rozhodl Oberwart, 27. června Štýrský Hradec a 1. července Wels s Lincem. Do uzavírky nakonec podali přihlášku pouze města Innsbruck a Vídeň.
Pořadatelské město bylo vybráno do 8. srpna 2025. 20. srpna 2025 bylo zveřejněno, že soutěž se uskuteční ve Vídni.
Města, která projevila zájem soutěž pořádat:
|  | Přihlášená města |  | Vítězné město |

| Město          | Hala                     | Poznámky |
| -------------- | ------------------------ | --- |
| Ebreichsdorf   | Provizorní hala          | Konalo by se v provizorní hale s kapacitou 20 000 lidí. Město z procesu odstoupilo 15. června 2025. |
| Innsbruck      | Olympiahalle             | Hostilo krasobruslení a lední hokej na zimních olympiádách 1964 a 1976. |
| Oberwart       | Messe Oberwart           | Město z procesu odstoupilo 21. června 2025. |
| St. Pölten     | VAZ St. Pölten           | Nezaslalo přihlášku. |
| Štýrský Hradec | Schwarzl Freizeitzentrum | Město z procesu odstoupilo 27. června 2025. |
| Štýrský Hradec | Stadthalle Graz          | Místo podporoval předseda SPÖ. Město z procesu odstoupilo 27. června 2025. |
| Vídeň          | Wiener Stadthalle        | Hostilo Eurovision Song Contest 2015. |
| Wels a Linec   | Messe Wels               | Společná nabídka dvou měst. Konalo by se v nové hale ve Welsu, která má být dokončena v březnu 2026, v Linci by se konaly doprovodné akce a město by poskytlo ubytovací kapacity. Město z procesu odstoupilo 1. července 2025. |

## Předběžný seznam účastníků
Zatím 20 zemí potvrdilo účast v ročníku.
| Země               | Interpret                     | Skladba                       |
| ------------------ | ----------------------------- | ----------------------------- |
| Albánie            | Bude oznámeno v prosinci 2025 | Bude oznámeno v prosinci 2025 |
| Ázerbájdžán        |                               |                               |
| Dánsko             | Bude oznámeno 14. února 2026  | Bude oznámeno 14. února 2026  |
| Finsko             | Bude oznámeno 28. února 2026  | Bude oznámeno 28. února 2026  |
| Izrael             |                               |                               |
| Kypr               |                               |                               |
| Litva              | Bude oznámeno 27. února 2026  | Bude oznámeno 27. února 2026  |
| Lotyšsko           | Bude oznámeno 14. února 2026  | Bude oznámeno 14. února 2026  |
| Lucembursko        | Bude oznámeno 24. ledna 2026  | Bude oznámeno 24. ledna 2026  |
| Malta              |                               |                               |
| Německo            |                               |                               |
| Nizozemsko         |                               |                               |
| Norsko             |                               |                               |
| Rakousko           | Bude oznámeno v únoru 2026    | Bude oznámeno v únoru 2026    |
| Řecko              |                               |                               |
| Spojené království |                               |                               |
| Srbsko             |                               |                               |
| Španělsko          | Bude oznámeno 14. února 2026  | Bude oznámeno 14. února 2026  |
| Švédsko            |                               |                               |
| Švýcarsko          |                               |                               |

## Ostatní země
Podmínkou pro účast v soutěži je aktivní členství v Evropské vysílací unii (EVU), díky kterému je daný stát schopný soutěž vysílat. Pozvánku dostávají každoročně všichni aktivní členové unie.

### Aktivní členové EVU
- Andorra – 4. února 2025 bylo oznámeno, že katalánská stanice TV3 diskutuje se stanicí RTVA o možné spolupráci a návratu země v roce 2026. Katalánská hudební talentová show Eufòria by sloužila jako národní kolo, ze kterého by vzešel reprezentant země.[35] 26. května 2026 ale RTVA uvedla, že se ročníku nezúčastní a s TV3 spolupracovat nebude.[36] Andorra se naposledy zúčastnila v roce 2009.
- Austrálie – V únoru 2025 stanice SBS interpretům a skladatelům zaslala zprávu, ve které zjišťovala, zda by měli zájem zúčastnit se příštího ročníku.[37] Oficiálně země účast dosud nepotvrdila.
- Ázerbájdžán– 6. srpna 2025 agentura Azxeber informovala, že stanice Ictimai Television plánovala účast v ročníku, přípravy byly ale z neznámých důvodů pozastaveny.[38]
- Belgie – 7. července 2025 nový vedoucí belgické delegace Michaël De Lil potvrdil účast v ročníku. O dva dny později ale stanice VRT oznámila, že belgická stanice RTBF, která má ročník 2026 vysílat, zatím účast oficiálně nepotvrdila.[39]
- Bosna a Hercegovina – 13. května 2025 bývalá vedoucí delegace Lejla Babović uvedla, že existuje šance na návrat do soutěže, pokud se podaří splatit dluhy stanice BHRT do listopadu 2025.[40] 9. července 2025 BHRT potvrdila, že dlužné částky stále nebyly uhrazeny a že se tak do soutěže nevrátí.[41] Bosna a Hercegovina se naposledy zúčastnila v roce 2016.
- Černá Hora – 31. října 2024 stanice RTCG uvedla, že v roce 2025 opět plánuje uspořádat národní kolo Montesong.[42] 15. června 2025 stanice uvedla, že o účasti rozhodne do konce září 2025.[43]
- Česko – 15. června 2025 zastupující tiskový mluvčí Radek Konečný uvedl, že Česká televize své rozhodnutí o účasti oznámí na podzim 2025.[44]
- Island – 13. srpna 2025 stanice RÚV uvedla, že o účasti země bude rozhodnuto na podzim 2025.[45]
- Kazachstán – 8. července 2025 bylo oznámeno, že EVU hodnotila pozitivně návrh stanice Khabar Agency debutovat na Eurovizi. O této možnosti bude EVU jednat na následujících setkáních.[46]
- San Marino – 13. června 2025 ředitel SMRTV Roberto Sergio uvedl, že stanice zvažuje odstoupit ze soutěže z důvodu netransparentnosti hlasování.[47]
- Slovensko – 29. května 2025 tiskový mluvčí STVR Filip Púchovský uvedl, že stanice plánuje jednat o možném návratu do soutěže.[48] 23. července 2025 ale tiskový mluvčí uvedl, že se země kvůli vysokým nákladům ročníku nezúčastní.[49] Slovensko se naposledy zúčastnilo v roce 2012.
- Slovinsko – Národní kolo EMA se v podobě, ve které se konalo v roce 2025, má konat až do roku 2028.[50] 26. května 2025 RTVSLO potvrdila, že ředitel stanice kontaktovat EVU s tím, že země je připravena ze soutěže odstoupit, pokud nedojde k důkladnému vyšetření „transparentnosti hlasování“.[51]

### Účastníci předchozího ročníku
Následující země se zúčastnily soutěže v roce 2025, ale zatím nepotvrdily účast v roce 2026:
- Arménie
- Estonsko
- Francie
- Gruzie
- Chorvatsko
- Irsko
- Itálie
- Polsko
- Portugalsko
- Ukrajina

### Bývalí účastníci
Následující země se již někdy v minulosti Eurovize zúčastnily, nerozhodly však zatím o účasti v roce 2026:
- Bulharsko
- Maďarsko
- Maroko
- Monako
- Moldavsko
- Rumunsko
- Severní Makedonie
- Turecko